# Náměstí U Orionky
Náměstí U Orionky v Praze na Vinohradech takto bylo pojmenováno v roce 2014. Orionka byl název cukrářské firmy, která v těchto místech měla od roku 1897 továrnu.

## Umístění a popis

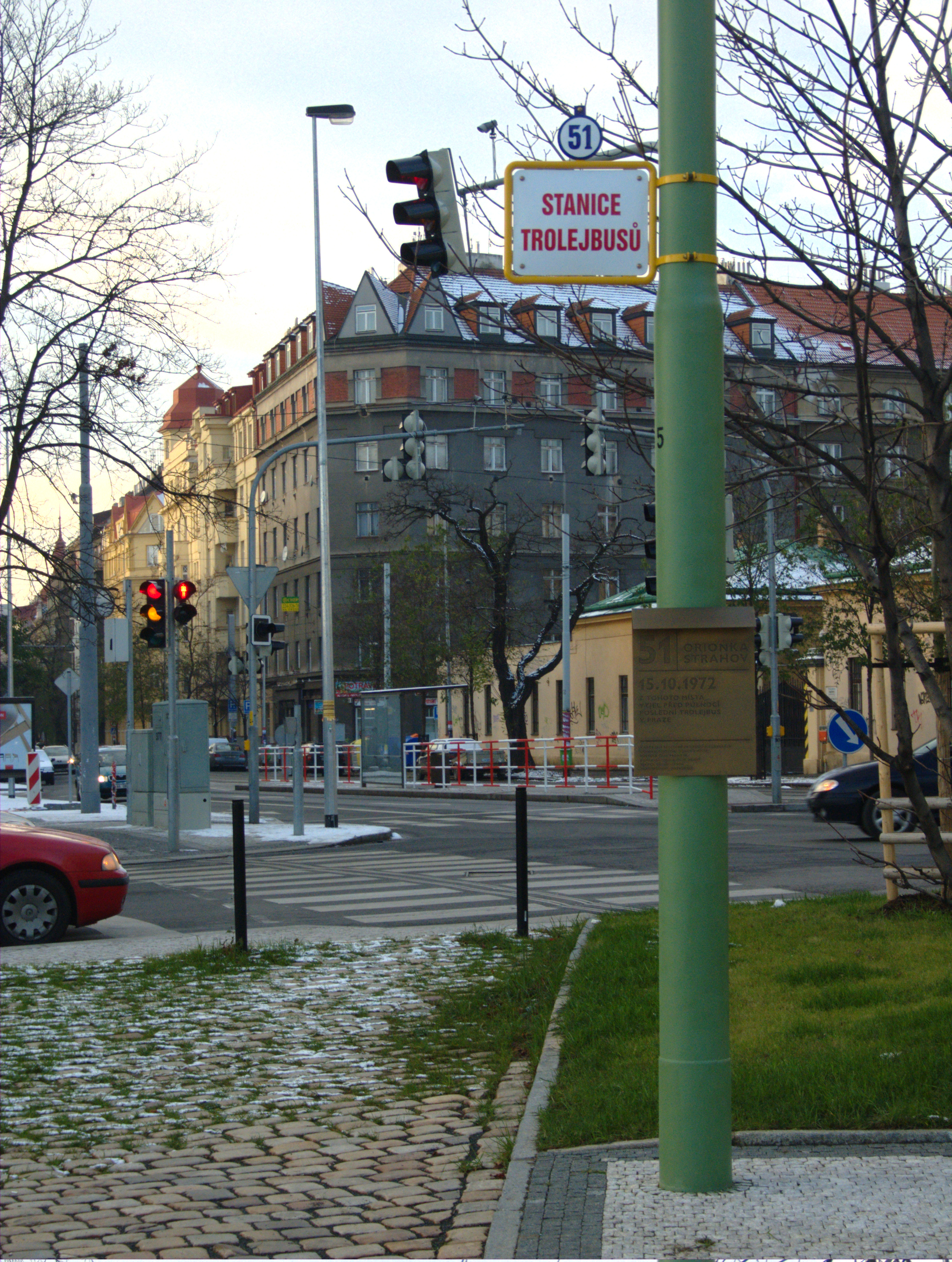
Památník trolejbusové dopravy

Náměstí ohraničuje na západě budova obnoveného Vinohradského pivovaru, na severu ulice Korunní, na východě objekt bývalé vinohradské vozovny a na jižní straně ulice Benešovská a nová zástavba (Rezidence Korunní) v místech bývalé továrny na cukrovinky. Poměrně frekventovaná Benešovská ulice, klesající od křižovatky s Korunní nejprve k jihu a hned pod náměstíčkem pak zahýbající na jihovýchod do Vršovic, dělí prostor na dvě části, obě s parkovou úpravou. Východně od Benešovské je prostor bývalé točny trolejbusů, nad kterým se na severní straně Korunní tyčí řada činžovních domů. Západně od Benešovské je volný prostor před novou zástavbou (jeho vytvoření bylo podmínkou pro souhlas městské části s projektem). Na severní straně Korunní je v této části mezi Boleslavskou a Libickou ulicí nízký areál dřívějších městských jatek a tržnice masa, přebudovaný na divadelní dílny a sklady dekorací a využívaný pro Divadlo na Vinohradech.

## Zajímavosti
- Cukrářskou provozovnu, z níž později vznikla firma a továrna Orion, založil František Maršner se svou ženou Albínou roku 1891. Továrna na Korunní třídě byla vybudována v roce 1897, značku Orion začala společnost pro své výrobky používat v roce 1924. V areálu na Vinohradech po roce 1947 sídlil Ústav sér a očkovacích látek (SEVAC). Po přestavbách ztratil objekt svou historickou hodnotu, byl v roce 2004 prodán developerské firmě a postupně zbourán. Po roce 2008 na jeho místě vznikla nová zástavba a vysoký sloup s plastickým nápisem ORIONKA v parčíku před ní je připomínkou historie této lokality.[2] Název Orionka si zachovala i tramvajová zastávka.
- U bývalé vozovny je zachována část trolejbusové točny, ze které v roce 1972 vyjela na dlouhou dobu poslední pražská trolejbusová linka. To připomíná památník, který tam byl instalován v roce 2010.
- Ve dvoře bývalého areálu jatek a tržnice je dlouhá hrázděná hala s cihlovými výplněmi a ozdobným průčelím, postavená před rokem 1898, která byla v roce 2012 prohlášena Ministerstvem kultury ČR za kulturní památku.[4]
- Pivovar tu byl založen roku 1893 a byla u něj i velká zahrada. Během druhé světové války ale výroba piva ustala, pivovar byl na začátku roku 1946 znárodněn a působil tu Výzkumný ústav pivovarský a sladařský. Po roce 2013 byl pivovarský a restaurační provoz obnoven.[5]